# Arrangement in Black and Gold
Arrangement in Black and Gold: Comte Robert de Montesquiou-Fezensac ist ein Gemälde des amerikanischen Malers James McNeill Whistler.
Dargestellt ist der exzentrische französische Dandy und Literat Robert de Montesquiou, einer der schillerndsten Exponenten der Belle Époque in Frankreich.
Das Gemälde war Gegenstand einer Ausstellung, die von 1995 bis 1996 unter dem Titel „Whistler and Montesquiou: The Butterfly and the Bat“ in der Frick Collection in New York gezeigt wurde.

## Provenienz
Das Bild war bis 1902 im Besitz von Montesquiou, als er sich wohl wegen finanzieller Probleme davon trennte. Er verkaufte es für 60.000 Francs über den französischen Kunsthändler Arnold Seligman an den amerikanischen Spielhallenbesitzer und Kunstsammler Richard Albert Canfield (1855–1914), der Whistler von dem Kauf informierte. Canfield hatte Whistler 1899 kennengelernt, als er auf seiner damaligen Europareise versuchte, in den Besitz von möglichst vielen Arbeiten Whistlers zu gelangen. Kurz vor seinem Tod verkaufte Canfield seine Whistler-Sammlung für 300.000 Dollar an den Kunsthändler Roland F. Knoedler (1856–1932), der sie 1914 an die Frick Collection weiterverkaufte.

## Beschreibung
Das Bild in einem sehr schmalen Hochformat zeigt vor einem dunklen Hintergrund Robert de Montesquiou im Alter von ca. 35 Jahren. Bekleidet mit einem schwarzen Abendanzug und schwarzen Lackschuhen, hebt er sich kaum von einem diffusen, tiefdunklen Hintergrund ab, der sich zum Boden hin zu einem schwärzlichen Graubraun aufhellt. Sein Gesicht, das weiße Hemd mit dem Stehkragen und die ebenfalls weiße, kunstvoll gebundene Halsbinde werden von hellem Licht beleuchtet, das von der linken oberen Bildseite hereinfällt. Helles Licht fällt auch auf die rechte Hand mit dem feinen grauen Lederhandschuh und einem schmalen Streifen Manschette, die zwischen Jackenärmel und Handschuh aufblitzt.

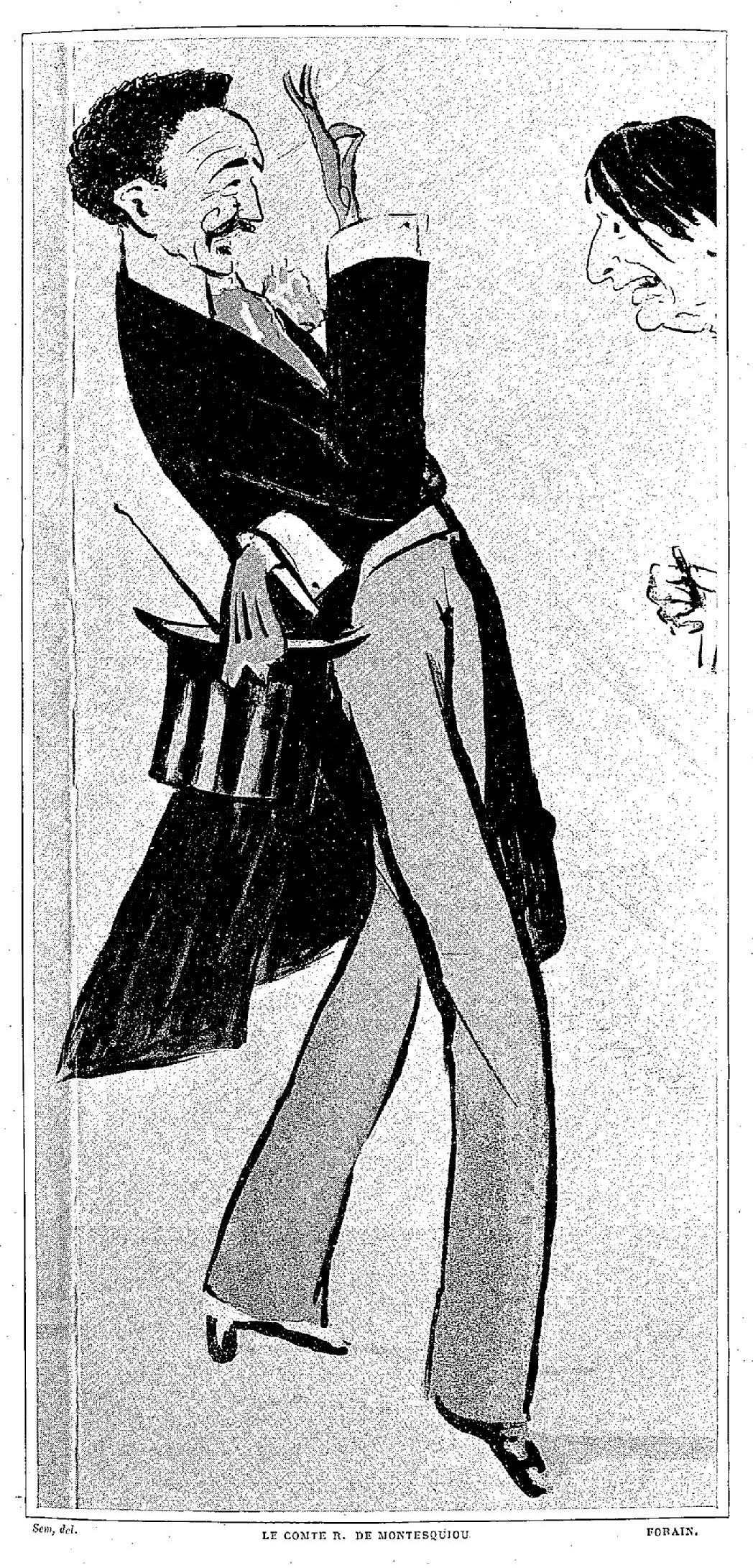
Sem: Karikatur Montesquious

Die Hand hält nachlässig ein dünnes Stöckchen, das kaum auf dem Boden auftippt. Dieses Stöckchen gehörte offenbar zu Montesquious üblicher Ausgehausstattung, da er es auf vielen Bildern, Fotos und Karikaturen mit sich trägt.
Über seinem linken Unterarm, den er auf die Hüfte gestützt hat, hängt locker ein schwerer Pelz, das Chinchilla-Cape seiner Cousine
Élisabeth Greffulhe (1860–1952), das im hereinfallenden Licht golden schimmert.
Auf dem Fußboden an seiner rechten Seite steht kaum sichtbar eine Vase mit drei großen weißen Blütendolden, wahrscheinlich die von Montesquiou hochgeschätzten Hortensien, mit denen er seine Wohnung in der Rue Benjamin Franklin überreich zu dekorieren pflegte.

## Robert de Montesquiou
Montesquiou war der Spross einer Gascogner Familie aus altem Adel, zu seinen Vorfahren zählen der Marschall von Frankreich Blaise de Montesquiou und der durch Dumas’ Roman Die drei Musketiere weithin bekannte
d’Artagnan. Montesquiou stilisierte sich als Dandy, inszenierte seine Auftritte in der Gesellschaft, wo er sich zwischen Aristokratie, Hochfinanz, Demi Monde und der Szene der Künstler, Literaten und der Musik bewegte, als lebendiges Kunstwerk.
Am 3. Juli 1885 hatten sich Whistler und Montesquiou auf Vermittlung von Henry James  im Londoner Reform Club kennengelernt. Wenig später bat Montesquiou den Maler, ihn zu porträtieren. Whistler sagte zu, die Porträtsitzungen fanden aber erst ab Frühling 1891 in Whistlers Pariser Atelier statt. Im folgenden Sommer war das Bild fertiggestellt, blieb aber noch für zwei Jahre im Atelier, bis es erstmals 1894 auf dem Salon du Champ-de-Mars gezeigt wurde, wo es lebhaftes Interesse bei Publikum und Fachpresse hervorrief.
Als Dank für das gelungene Porträt verfasste Montesquiou ein vielstrophiges Gedicht mit dem Titel Moth, das 1892 in einer seiner Gedichtsammlungen abgedruckt wurde.
Moth ist eine Anspielung auf den Schmetterling, den Whistler seit 1869 als Signatur verwendete.
Seinen literarischen Nachruhm verdankt Montesquiou weniger seinen eigenen Werken als der Spiegelung in Romanfiguren seiner Zeit. Die Hauptfigur in Huysmans Roman Gegen den Strich, der dekadent-morbide Herzog Jean Floreasses des Esseintes, trägt Züge Montesquious.
Die berühmteste von Montesquiou inspirierte literarische Figur ist der Baron de Charlus in Marcel Prousts Roman Auf der Suche nach der verlorenen Zeit, ebenso wie dessen Neffe Robert de Saint-Loup, der Charlus im Alter immer ähnlicher wird, und von dem es im letzten Band der Recherche heißt:

„Er wurde ihr [seiner Mutter] immer ähnlicher; die hochmütige Schlankheit, die er von ihr geerbt hatte und die bei ihr vollkommen war, wirkte bei ihm infolge vollendetster Erziehung übertrieben und starr; der durchdringende Blick, der allen Guermantes eigentümlich war, gab ihm das Ansehen, als ob er alle Stätten, an denen er sich bewegte, einer Inspektion unterzöge […] Selbst wenn er unbeweglich stand, verlieh ihm die besondere Färbung, die ihn mehr als alle übrigen Guermantes auszeichnete und nichts als die Materie gewordene Sonnenfülle eines goldenen Tages zu sein schien, etwas wie ein fremdartiges Gefieder, ordnete ihn einer so seltenen, kostbaren Spezies zu, dass man ihn gerne für eine ornithologische Sammlung besessen hätte...“